# Mikey Dread

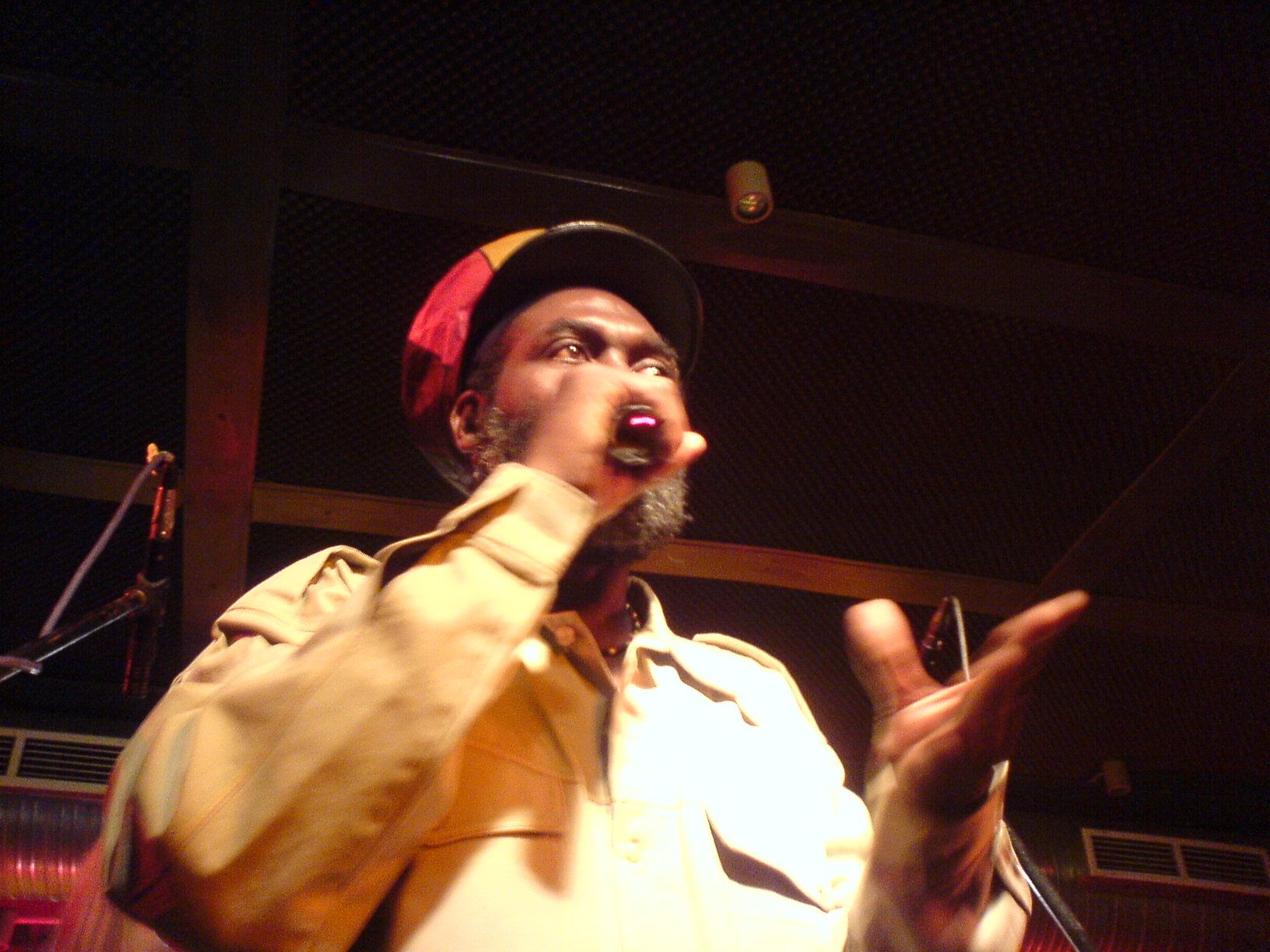
Mikey Dread, 2006

Mikey Dread (* 1. Januar 1954 in Port Antonio als Michael Campbell; † 15. März 2008 in Connecticut) war ein jamaikanischer Sänger und Musikproduzent.

## Werdegang
Bereits während seiner Schulzeit an der Titchfield High School führte er den einzigen Schülerradiosender Jamaikas. Nach seinem Collegeabschluss arbeitete er beim jamaikanischen Radio JBC in Kingston. Dort überzeugte er die Programmdirektion, ihm eine eigene Sendung zwischen Mitternacht und vier Uhr morgens, namens Dread At The Controls zu gewähren, die ausschließlich jamaikanische Musik spielte.
Seine Radiosendung wurde schnell populär, aber das Management fand seinen Stil zu wild, und Mikey trat 1979 zurück. Zu dieser Zeit hatte er aber bereits sein erstes Album, Dread at the Controls aufgenommen, dass auf Trojan Records in Großbritannien erschien.
Anschließend arbeitete Mikey Dread als Produzent und Sänger, u. a. mit King Tubby, Carlton Patterson und der englischen Punkband The Clash, mit der er auf Welttournee ging und was viel Einfluss auf das Album Sandinista! hatte.
Nach einem Besuch der National Broadcasting School in Großbritannien, bekam Mikey die Rolle als Erzähler in der Fernsehdokumentation Deep Roots Musik, die 1982 ausgestrahlt wurde. Nachfolgend erhielt er eine Moderatorenstelle in der Serie Rockers Roadshow.
Anfang der 1990er Jahre zog Mikey nach Miami, um Programmdirektor von Caribbean Satellite Network zu werden.
Mikey Dread verstarb im Alter von 54 Jahren im US-Bundesstaat Connecticut an einem Gehirntumor.

## Diskografie (Auswahl)

### Studioalben
- Dread at the Controls (1979)
- African Anthem (1979)
- Evolutionary Rockers (1979)
- The Clash feat. Mikey Dread: Sandinista! (1980)
- World War III (1981)
- S.W.A.L.K. (1982)
- Dub Catalogue Volume 1 (1982)
- Dub Merchant (1982)
- Jungle Signal (1982)
- Pave the Way (1984)
- Happy Family (1989)
- Profile (1991)
- African Anthem Revisited (1991)
- Obsession (1992)
- SWALK / ROCKERS VIBRATION (1994)
- Dub Party (1995)
- World Tour (2001)
- Rasta in Control (2002)
- Life Is a stage (2007)

### Kompilationen
- Best Sellers (1991)
- The Prime of Mikey Dread (1999)